# The Time (Dirty Bit)
«The Time (Dirty Bit)» (рус. Время) — песня американской музыкальной группы The Black Eyed Peas с их шестого студийного альбома, The Beginning. Она была выпущена в качестве главного альбомного сингла 5 ноября 2010 года. Припев песни взят у «(I've Had) The Time of My Life» из фильма 1987 года «Грязные танцы».
Сингл достиг 4-й позиции в Billboard Hot 100 в США, тем самым став 6-м треком группы в топ-10 чарта (после пяти синглов с их предыдущего альбома, The E.N.D), и 9-м за всё время. Он был на вершине чартов Австралии, Австрии, Бельгии, Канады, Франции, Германии, Венгрии, Италии, Испании, Новой Зеландии и Великобритании, а также входил в топ-10 большинства европейских чартов. По состоянию на июль 2017 года клип «The Time (Dirty Bit)» имеет более 370 миллионов просмотров на YouTube, став наиболее просматриваемым видео группы. Цифровой сингл занял восьмое место по продажам в мире в 2011 году с объёмом 7,3 млн реализованных экземпляров.

## Предыстория и композиция
После того, как will.i.am твитнул: «Кто хочет, чтобы я сбросил новый сингл The Black Eyed Peas с The Beginning раньше, чем мы должны???», он опубликовал песню на dipdive.com. Вокалистка группы Fergie отметила случайное отношение песни к выступлению актрисы Дженнифер Грей в Dancing with the Stars: «… эта песня напоминает мне о Грей и Грязных танцах всё время».
Припев «The Time (Dirty Bit)» взят из «(I've Had) The Time of My Life», первоначально исполненной Биллом Медли и Дженнифер Уорнс в фильме 1987 года «Грязные танцы». В припеве строчка «Yes I swear it’s the truth» была изменена на «And I swear this is true». Billboard описал эту песню как продолжение «эволюции группы от хип-попа к тяжеловесным танцам, так как will.i.am и Fergie поют и читают рэп в ритме, адаптированном к глобальным танцполам».

## Восприятие

### Реакция критиков
Саймон Возик-Левинсон из Entertainment Weekly высоко оценил броскость песни, но ему кажется, что ей не удалось соответствовать стандартам предыдущих синглов «Boom Boom Pow» и «I Gotta Feeling». Фрэнке Превайт, который получил премию «Оскар» за сочинение «(I’ve Had) The Time of My Life», похвалил пример использования семпла группой The Black Eyed Peas, сказав: « Это просто доказало мне, что песня заинтересовывает людей разных поколений. Песня теперь перешла к следующему поколению отличным образом». Однако Вилла Паскин из New York раскритиковала выбор семпла и была разочарована припевом, чувствуя, что он «втиснут в остальную часть песни». Тодд Мартенс из Los Angeles Times назвал «The Time (Dirty Bit)» «самой напористой тусовочной песней года». Ник Левин из Digital Spy дал песне три звезды из пяти, отметив неприязнь ко множеству элементов, составляющих сингл. Саймон Прайс из The Independent также критиковал выборку трека, назвав её попыткой низкого качества по удовлетворению слушателей.

### Сравнение с deadmau5
Получив твит о сходстве песни с его собственной работой, deadmau5 сравнил песню с ремиксом песни «You and I» (Medina). Продюсер рассказал о сходствах через свою официальную учётную запись Facebook. Он сравнил песню The Black Eyed Peas с ремиксом «You and I» (Medina), песни, которую он продюсировал. «Я так знаю, что хай-хет … и образец, в котором он был … поэтому я пошел в папку моих мастеров, взломал свою инструментальный mix „You and I“, который я сделал для Медины … и понял, что звучание похоже один в один». Продюсер заявил, что он приветствует использование дискретизации в электронной музыке: «Это вовсе не обязывает ни к чему The Black Eyed Peas. Это всего лишь ещё один интересный факт, который я продолжаю искать в области выборки и электронной музыки».

### Коммерческие показатели
«The Time (Dirty Bit)» дебютировал в Canadian Hot 100 на 87-й позиции 5 ноября 2010 года. Песня также дебютировала на 40-м месте в Billboard Pop Songs на следующей неделе и достигла 19-й позиции. Через две недели песня поднялась до первого места в Канаде (в третий раз в истории группы), за неделю было продано 31 000 копий сингла. Песня также достигла первого места и удерживало его в течение двух недель подряд в Новой Зеландии, став их 6-м номером 1 и 12-м топ-10 синглом в стране. Дебютировав под номером десять в Австралии, она достигла первого места уже на второй неделе. В чартах Ирландии и Нидерландов смогла максимум достигнуть только 2-й позиции.
В Великобритании «The Time (Dirty Bit)» поднялся на пять мест в UK Singles Chart с его предыдущего пика с шестого на первое место (12 декабря —18 декабря 2010 года). «The Time (Dirty Bit)» стал 5-м синглом группы, который смог возглавить британский чарт после «Where Is The Love?» (2003), «Boom Boom Pow» (2009), «I Gotta Feeling» (2009) и «Meet Me Halfway» (2009). Он также дебютировал под номером один в UK Dance Chart.
В Германии песня дебютировала под номером семь в German Singles Chart и заняла второе место на третьей неделе German Singles Chart, где она пробыла в течение трех недель подряд. На 6-й неделе в этом чарте он, наконец, достиг № 1, сместив предыдущего 12-недельного лидера «Over The Rainbow» (Израэл Камакавиво’оле). В феврале 2011 года сингл получил Платиновый сертификат в Германии за 300 000 проданных копий, что делает его третьим синглом платиновым синглом для группы (после «Shut Up» и «I Gotta Feeling»). После 4 недель на вершине, песня опустилась до № 4, что стало самым большим падением с поул-позиции со времён «Don’t Believe» (Мерзад Мараши) в мае 2010 года.
По состоянию на январь 2011 года было продано 3 миллиона копий сингла в США, что сделало его четвёртым таким синглом в истории группы.

## Клип
Музыкальное видео «The Time (Dirty Bit)» было выпущено 23 ноября 2010 года и было срежиссировано Ричем Ли, который ранее снял видео на «Imma Be Rocking That Body», Пашей Шапиро и Эрнстем Вебером. Клип открывается с увеличением на городскую улицу, где will.i.am поёт начало песни, затем его голова вокселизуется и превращается в телевизионный экран, в котором проецируется Fergie во время её соло. Затем зритель резко через различные помехи переносится в подземный ночной клуб с потными танцорами, которые вместе с участниками группы по-разному вокселизируются на протяжении всей песни. Аватары с обложки нового альбома The Beginning появляются в виде плакатов на улицах, а BlackBerry PlayBook оживляет их в приложении с дополненной реальностью и создает удивительные спецэффекты. Анимированные версии членов группы возникают в следующем порядке: will.i.am, Fergie, apl.de.ap and Taboo. По состоянию на июль 2017 года видео имеет более 370 миллионов просмотров на YouTube и является наиболее просматриваемым видео группы.

## Живое исполнение
The Black Eyed Peas исполнили «The Time (Dirty Bit)» 21 ноября на American Music Awards 2010. Каждый участник группы носил футуристический наряд и находился в светло-темной жёлтой коробке с камерой, подобной лифту. Выступление проходило в сопровождении танцоров с коробками в виде голов. Мартенс дал представлению оценку C +, назвав его «самым странным набором ночи». Во время выступления Ферджи испытывала некоторые проблемы, так как дверь в её коробку заклинилась на мгновение. 5 декабря группа провела одиночный концерт во время оглашения полуфинальных результатов 7-го сезона британского телевизионного конкурса The X Factor. Они также исполнили «The Time (Dirty Bit)» на Super Bowl XLV, а затем на выступлении «i.am.FIRST» на FIRST Robotics Competition World Championship 29 апреля 2011 года.

## Список композиций
- Digital download[32]

1. «The Time (Dirty Bit)» — 5:08

- CD single[33]

1. «The Time (Dirty Bit)» (радио версия) — 4:15
2. «The Time (Dirty Bit)» (основная версия) — 5:08

- The Time (Dirty Bit): Re-Pixelated — Digital Remix E.P.

1. «The Time (Dirty Bit)» (Afrojack Remix) — 7:53
2. «The Time (Dirty Bit)» (Zedd Remix) — 6:00
3. «The Time (Dirty Bit)» (Dave Audé Club Mix) — 7:16
4. «The Time (Dirty Bit)» (Felguk Remix) — 5:18
5. «The Time (Dirty Bit)» (Wideboys Full Club Remix) — 5:23

- Digital single

1. «The Time (Dirty Bit)» (клип) — 4:52
2. «The Time (Dirty Bit)» (Edson Pride Vocal Mix) — 8:15

## Состав исполнителей
Вокал — will.i.am, apl.de.ap, Fergie, Taboo.

## Чарты
| Чарт (2010-11)                              | Наивысшая позиция |
| ------------------------------------------- | ----------------- |
| Австралия (ARIA)                            | 1                 |
| Австрия (Ö3 Austria Top 40)                 | 1                 |
| Бельгия/Фландрия (Ultratop 50)              | 1                 |
| Бельгия/Валлония (Ultratop 50)              | 1                 |
| Brazil (Billboard Hot 100 Airplay)          | 1                 |
| Канада (Billboard Canadian Hot 100)         | 1                 |
| Чехия (Rádio — Top 100)                     | 1                 |
| Дания (Tracklisten)                         | 5                 |
| Европа (Billboard European Hot 100 Singles) | 4                 |
| Финляндия (Suomen virallinen lista)         | 2                 |
| Франция (SNEP Téléchargements)              | 1                 |
| Германия (GfK)                              | 1                 |
| Венгрия (Dance Top 40)                      | 1                 |
| Ирландия (IRMA)                             | 2                 |
| Израиль (Media Forest)                      | 1                 |
| Италия (FIMI)                               | 1                 |
| Япония (Billboard Japan Hot 100)            | 8                 |
| Luxembourg Digital Songs (Billboard)        | 1                 |
| Mexico Top 20 General (Monitor Latino)      | 2                 |
| Mexico Top 20 Inglés (Monitor Latino)       | 1                 |
| Нидерланды (Single Top 100)                 | 2                 |
| Новая Зеландия (Recorded Music NZ)          | 1                 |
| Норвегия (VG-lista)                         | 7                 |
| Польша (Dance Top 50)                       | 3                 |
| Romania (Romanian Top 100)                  | 91                |
| Шотландия (OCC Scotland)                    | 1                 |
| Словакия (Rádio — Top 100)                  | 1                 |
| South Korea International Singles (Gaon)    | 172               |
| Испания (PROMUSICAE)                        | 1                 |
| Швеция (Sverigetopplistan)                  | 9                 |
| Швейцария (Schweizer Hitparade)             | 1                 |
| Великобритания (OCC UK Dance)               | 1                 |
| Великобритания (OCC UK Singles)             | 1                 |
| США (Billboard Hot 100)                     | 4                 |
| США (Billboard Dance Club Songs)            | 5                 |
| США (Billboard Latin Pop Airplay)           | 7                 |
| США (Billboard Pop Airplay)                 | 8                 |
| США (Billboard Rhythmic)                    | 16                |

| Чарт (2010)                              | Позиция |
| ---------------------------------------- | ------- |
| Австралия (ARIA)                         | 28      |
| Австрия (Ö3 Austria Top 40)              | 43      |
| Франция (SNEP)                           | 13      |
| Германия (Media Control AG)              | 21      |
| Италия (FIMI)                            | 56      |
| Нидерланды (Dutch Top 40)                | 64      |
| Новая Зеландия (RIANZ)                   | 30      |
| Испания (PROMUSICAE)                     | 47      |
| Швейцария (Schweizer Hitparade)          | 49      |
| Великобритания (Official Charts Company) | 26      |

| Чарт (2011)                     | Позиция |
| ------------------------------- | ------- |
| Австралия (ARIA)                | 70      |
| Австрия (Ö3 Austria Top 40)     | 9       |
| Канада (Canadian Hot 100)       | 15      |
| Германия (Media Control AG)     | 36      |
| Испания (PROMUSICAE)            | 14      |
| Швейцария (Schweizer Hitparade) | 18      |
| США Billboard Hot 100           | 37      |

## Сертификации и продажи
| Регион | Сертификация     | Продажи  |
| --- | ---------------- | -------- |
| Австралия (ARIA) | 3× Платиновый    | 210 000^ |
| Бельгия (BEA) | Платиновый       | 30 000*  |
| Бразилия (ABPD) | 2× Бриллиантовый | 500 000  |
| Дания (IFPI Danmark) | Золотой          | 15 000^  |
| Франция (SNEP) | Платиновый       | 250 000* |
| Германия (BVMI) | 3× Золотой       | 450 000  |
| Италия (FIMI) | Платиновый       | 30 000*  |
| Япония (RIAJ) | Золотой          | 100 000* |
| Новая Зеландия (RMNZ) | Платиновый       | 15 000*  |
| Испания (PROMUSICAE) | Платиновый       | 40 000*  |
| Швеция (GLF) | 3× Платиновый    | 120 000  |
| Швейцария (IFPI Switzerland) | 2× Платиновый    | 60 000^  |
| Великобритания (BPI) | Платиновый       | 600 000^ |
| * Данные о продажах приведены только на основе сертификации. · ^ Данные о тиражах приведены только на основе сертификации. · Данные о продажах + прослушиваниях приведены только на основе сертификации. |                  |          |

## Даты выпуска
| Страна         | Дата               | Формат                   | Лейбл              |
| -------------- | ------------------ | ------------------------ | ------------------ |
| Австралия      | 5 ноября 2010      | Digital download         | Universal Music    |
| Австрия        | 5 ноября 2010      | Digital download         | Universal Music    |
| Франция        | 5 ноября 2010      | Digital download         | Universal Music    |
| Германия       | 5 ноября 2010      | Digital download         | Universal Music    |
| Италия         | 5 ноября 2010      | Digital download         | Universal Music    |
| Ирландия       | 5 ноября 2010      | Digital download         | Universal Music    |
| Япония         | 5 ноября 2010      | Digital download         | Universal Music    |
| Нидерланды     | 5 ноября 2010      | Digital download         | Universal Music    |
| Новая Зеландия | 5 ноября 2010      | Digital download         | Universal Music    |
| Норвегия       | 5 ноября 2010      | Digital download         | Universal Music    |
| Португалия     | 5 ноября 2010      | Digital download         | Universal Music    |
| Испания        | 5 ноября 2010      | Digital download         | Universal Music    |
| Швейцария      | 5 ноября 2010      | Digital download         | Universal Music    |
| Великобритания | 5 ноября 2010      | Digital download         | Interscope Records |
| Бразилия       | 9 ноября 2010      | Digital download         | Universal Music    |
| Канада         | 9 ноября 2010      | Digital download         | Universal Music    |
| Мексика        | 9 ноября 2010      | Digital download         | Universal Music    |
| США            | 9 ноября 2010      | Digital download         | Interscope Records |
| Германия       | 19 ноября 2010     | CD single                | Universal Music    |
| Австрия        | 8 января 2011      | Digital download (remix) | Universal Music    |
| Бельгия        |                    |                          | Universal Music    |
| Финляндия      |                    |                          | Universal Music    |
| Франция        |                    |                          | Universal Music    |
| Германия       |                    |                          | Universal Music    |
| Греция         |                    |                          | Universal Music    |
| Люксембург     |                    |                          | Universal Music    |
| Нидерланды     |                    |                          | Universal Music    |
| Норвегия       |                    |                          | Universal Music    |
| Канада         | 11 января 2011     |                          | Universal Music    |
| США            | Interscope Records |                          |                    |
| Франция        | 17 января 2011     | CD single                | Universal Music    |

| Страна | Дата           | Радио            |
| ------ | -------------- | ---------------- |
| США    | 16 ноября 2010 | Mainstream radio |
| США    | 16 ноября 2010 | Rhythmic radio   |